# Classe County (cruzadores)
A Classe County foi uma classe de cruzadores pesados operada pela Marinha Real Britânica e Marinha Real Australiana, composta por treze embarcações divididas em três subclasses diferentes, mais dois navios cancelados pertencentes a uma quarta subclasse. A Subclasse Kent era formada pelos britânicos HMS Suffolk, HMS Cornwall, HMS Kent, HMS Cumberland e HMS Berwick, mais os australianos HMAS Australia e HMAS Canberra. A Subclasse London tinha o HMS London, HMS Devonshire, HMS Sussex e HMS Shropshire, este último depois transferido para a Austrália. Enquanto a Subclasse Norfolk era composta apenas pelo HMS Norfolk e HMS Dorsetshire.
Todos os navios da classe foram projetados sob as limitações de tamanho e armamento impostas pelo Tratado Naval de Washington de 1922, algo que gerou dificuldades para os projetistas para que conseguissem acomodar os níveis desejados de velocidade, armamento, proteção e autonomia. A Subclasse Kent foi projetada tendo autonomia em mente e consequentemente sacrificou blindagem para tal, com a sucessora Subclasse London implementando algumas medidas de economia de peso a fim de melhorar ligeiramente a proteção. A única grande alteração implementada para a Subclasse Norfolk foi a instalação de novas torres de artilharia principais aprimoradas.
Os navios tiveram carreiras tranquilas em tempos de paz, com os britânicos servindo em diferentes partes do Império e os australianos principalmente em casa. A Segunda Guerra Mundial começou em 1939 e os cruzadores britânicos foram empregados principalmente na escolta de comboios pelo Oceano Atlântico, Oceano Índico, Mar Mediterrâneo e Mar Ártico, envolvendo-se algumas ações ofensivas como as Batalhas de Dacar e Estreito da Dinamarca. Os australianos atuaram em funções semelhantes em campanhas da Guerra do Pacífico. Três cruzadores foram afundados no conflito. Os sobreviventes foram tirados de serviço tempos depois e desmontados na década de 1950.